# Manuel Castelao Mexuto
Manuel Castelao Mexuto (Santiago de Compostel·la, 1956) és un cineasta i escriptor gallec.
La seva activitat intel·lectual es desenvolupa en tres àmbits:
- Recerca en la història de la literatura gallega, amb especial atenció al segle XX.
- La producció cinematogràfica, àmbit on va aconseguir posar en marxa diversos llargmetratges. En el món del cinema, utilitza el pseudònim de Raúl Vega Rouriz.[2]
- * Una llarga activitat docent com a professor de Llengua i Literatura Gallegues en un institut d'educació secundària de la Corunya, després d'haver cursat Filologia Gallego-Portuguesa.

## Trajectòria com Raúl Vega
De formació autodidacta, als anys 70 va fer pel·lícules a Super 8, cineclubisme, crítica cinematogràfica i va ser operador de càmera en l'històric documental sobre la destrucció de l'Edificio Castromil a Santiago. També va fer classes de postgrau en direcció cinematogràfica, organitzades per la Universitat de la Corunya l'any 1997. Ha publicat col·laboracions La Voz de Galicia i Revista Galega de Filoloxía.

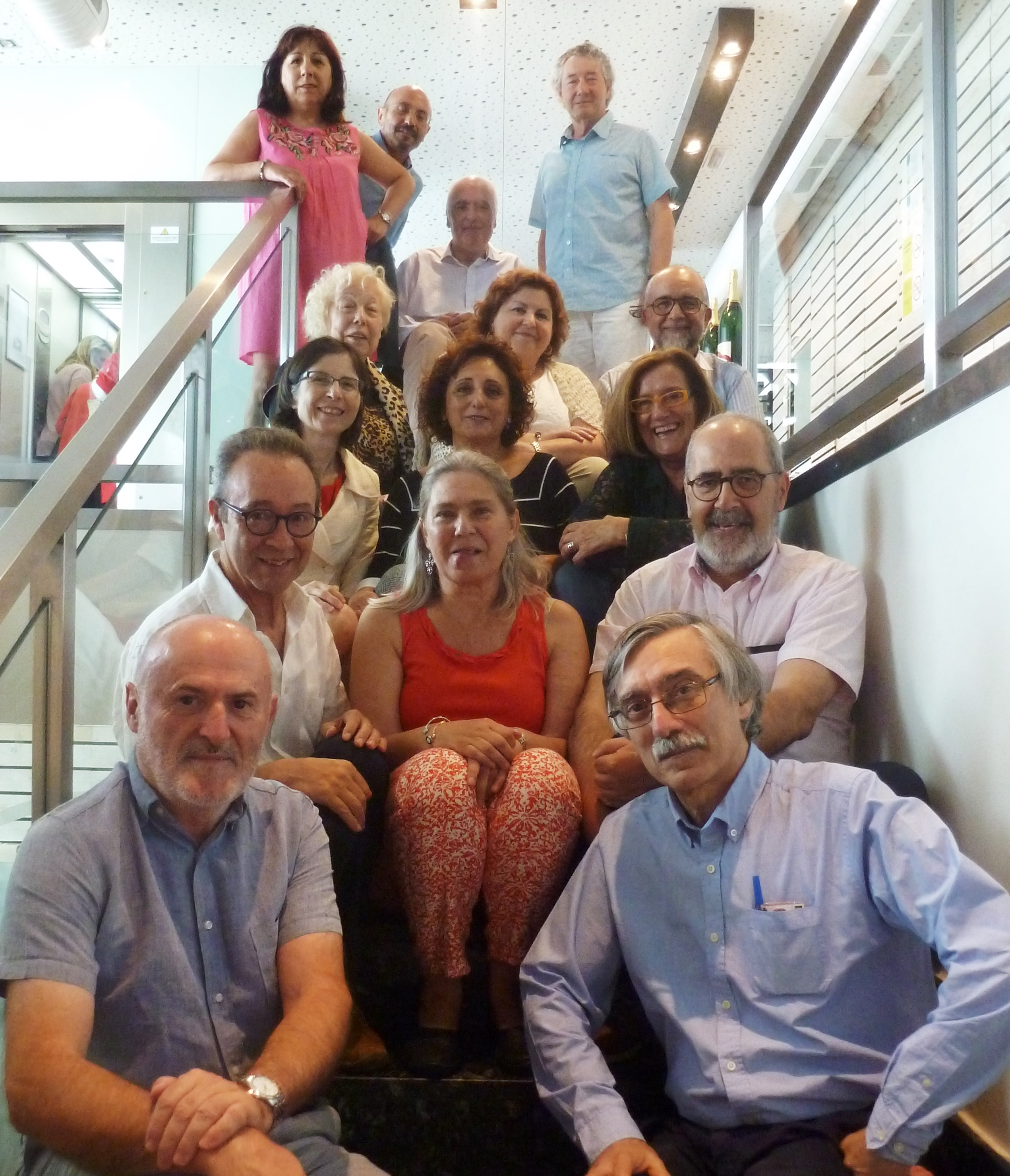
Manuel Castelao amb part dels membres de la 1a promoció de gallec-portuguès de la USC: Anxo González Guerra, Luís Cambeiro Cives, Vitoria Ogando, Manuel Ferreiro Fernández, Tareixa Roca, María dos Anxos González Refoxo, Ramona Giráldez, María Xosé Queizán, María do Carme García Pereiro, Luís Gayoso Baqueiro, Carme Vázquez Castro, Manuel Figueiras Fernández, Francisco Salinas Portugal i César Morán.

Es va donar a conèixer escrivint el vídeo Veneno puro (1984, guanyador de diversos premis internacionals) i va passar a la gran pantalla amb el guió del llargmetratge Continental (1989). Va ser ajudant de direcció l'any 1990-1 i es va dedicar exclusivament a dirigir els seus propis guions de A metade da vida (1994), l'únic llargmetratge rodat en gallec als anys 90. Arde, amor (1999) va ser el seu segon llargmetratge i va merèixer múltiples premis, dos d'ells en festivals als EUA. També ha practicat la crítica cinematogràfica, l'anàlisi cinematogràfica -que va donar lloc al llibre Esta noite no cinema (2005), finalista del premi d'assaig AELG- i va ser membre del jurat de diversos festivals internacionals. El documental El médico atento (2014) és el seu darrer llargmetratge. També va escriure i dirigir el curtmetratge El médico seriamente enfermo (2014).

### Guionista de cinema
- Veneno Puro (1984)
- Continental (1989) -amb Xavier F. Villaverde-
- A metade da vida (1994). Remasteritzada en 2020.
- Arde amor (1999)
- El médico atento (2014) -con Fernando Diz-Lois-
- El médico seriamente enfermo (2014) -con Fernando Diz-Lois-
- Contou Rosalía,[4] estreanat el 16 de maig de 2018 a TVG.[5]

### Director de cinema
- A metade da vida (1994)
- Arde, amor (1999)
- El médico atento (2014) -llargmetratge documental-
- El médico seriamente enfermo (2014) -curtmetratge-[6]

## Trajectòria com a Manuel Castelao Mexuto

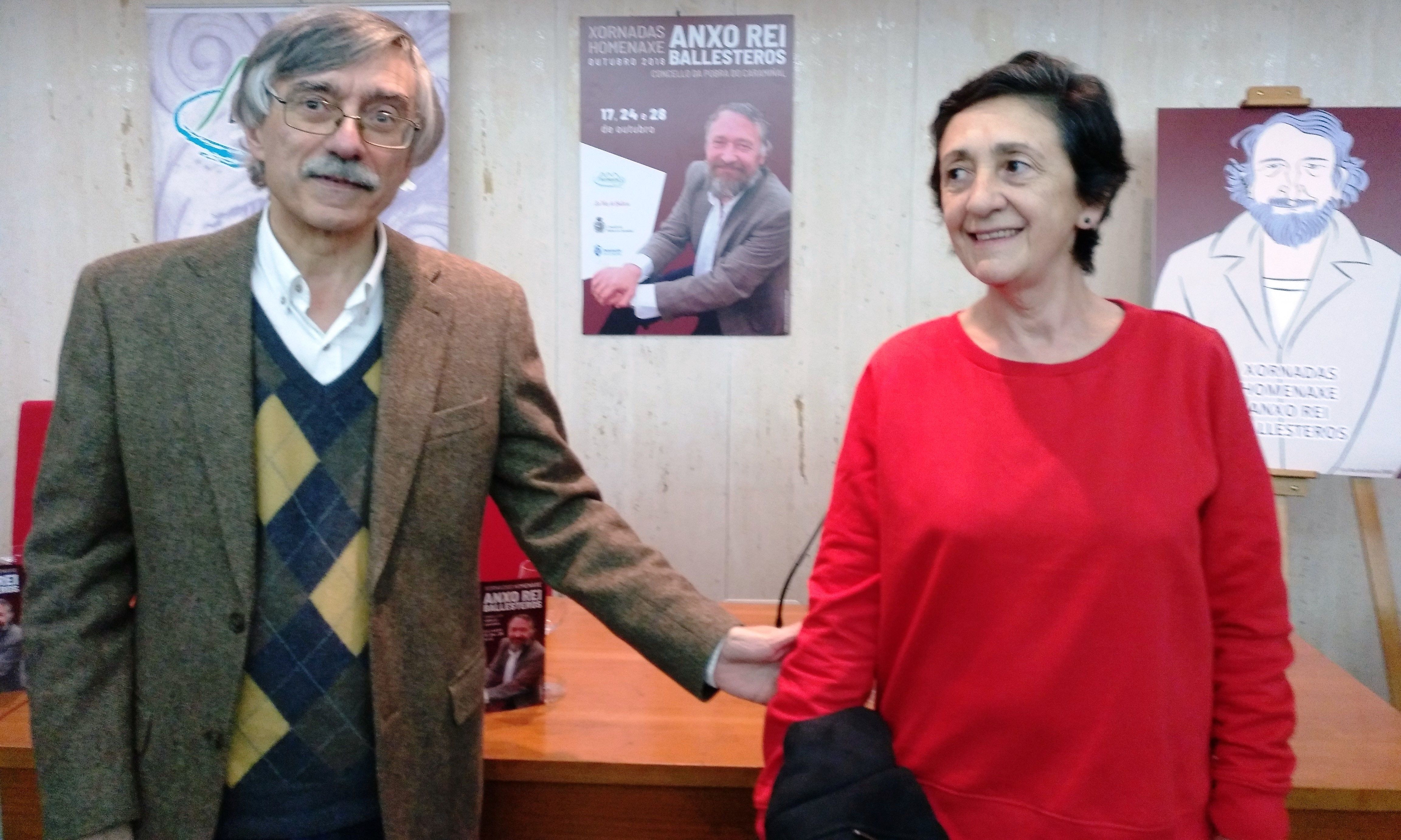
Jornades d’homenatge a Anxo Rei Ballesteros. Tardor de 2018. A Pobra do Caramiñal. Manuel Castelao i María Jesús Armada (vídua de l’homenatjat)

Va desenvolupar l'activitat periodística a principis dels anys setanta, la qual cosa és una bona mostra de la seva col·laboració diària a El Ideal Gallego sota el títol "Desde Compostela de Galicia". També va ser ajudant editorial a la Delegació compostelana de La Voz de Galicia.
Del seu treball sobre la literatura gallega, la sèrie de llibres publicats per Edicións Laiovento i que van ser la base de la seva tesi doctoral “A aula literaria. Análise crítica de seis textos galegos do Novecentos” (2010, qualificada amb excel·lència cum laude i, posteriorment, objecte d'un premi extraordinari de doctorat de la Universitat de la Corunya, 2012), o el text que va rebre el  Premi Carvalho Calero del Consello de Ferrol, en l'edició del centenari de l'autor homenatjat. També és estudiós de l’obra d’ Eduardo Pondal i Anxo Rei Ballesteros.

## Publicacions

### Llibres sobre literatura contemporània
- Elucidacións na sombra. Análise e interpretación de dúas pezas pezas teatrais de Carvalho Calero (2010). Laiovento. 264 páxs. ISBN 978-84-8487-196-5.[10][11] Reeditat el 2019 com Elucidacións na Sombra. Carvalho en escena, ISBN 978-84-8487-454-6.[12] Premi Carvalho Calero d'Assaig, a la XVIII edició el 2010. Finalista del Premi d'Assaig AELGA 2010.
- A máquina ousada. Pondal e a literatura (2020). Laiovento. 182 páxs. ISBN 978-84-8487-486-7.[13][14]

Un modo de ler
- Novoneyra/Celso Emilio: Os eidos/Longa noite de pedra (2009). Laiovento. 240 páxs. ISBN 9788484871804.[15]
- Manuel-Antonio: De catro a catro (2010). Laiovento. 352 páxs. ISBN 978-84-8487-183-5.[16]
- Álvaro Cunqueiro: O incerto señor don Hamlet (2011). Laiovento. 260 páxs. ISBN 84-8487-209-2.[17]
- Cabanillas / Otero Pedrayo. Na noite estrelecida / Arredor de si (2022). Laiovento. 356 páxs. ISBN 9788484875598.[18][19]

### Edició
- Ricardo Carvalho Calero. Obra literaria: poesía, teatro e narrativa (2022). Manuel Castelao Mexuto e María Pilar García Negro (Eds.). Biblos. 670 páxs. ISBN 978-84-15086-54-3.
- Anxo Rei Ballesteros. Loaira (2023). Manuel Castelao Mexuto (ed.). Santiago: Laiovento. 490 páxs. Con introdución do editor, Loaira revisitada (pp. 7-40). ISBN 978-84-8487-629-8.[20]

### Altres publicacions relacionades amb aquesta àrea del seu treball són
- “Literatura e autoconstrução da identidade da Galiza”, en Carlos Manuel Ferreira da Cunha (ed.): Escrever a nação: literatura e nacionalidade (uma antologia), Guimarães, Opera Omnia, 2011, pp. 165–181.
- “Regreso a ‘Os eidos'”, suplement de Cultura de La Voz de Galicia, 15 de maig de 2010, pp. 6-7.
- “Revisitação d’Os Eidos”, Boletín da Academia Galega da Lingua Portuguesa, nº 4, 2011, pp. 183–197.

Alguns treballs es van dur a terme sota el pseudònim Félix Casal. Así:
- “O habitáculo suspenso. ‘De catro a catro’: literatura galega e modernidade”, Nova Renascença, vol. XIX, inverno/primavera 1999, pp. 233–248.
- “‘De catro a catro’: experiencia única”, en Crítica e autores I, A Coruña, La Voz de Galicia, 2002, pp. 76–77.
- Simposio “Ramón Vilar Ponte 50 anos despois”. Conferencia “Na noite estrelecida: tópicos literarios... e políticos”, 17 de xaneiro de 2003.
- “‘Os eidos': analoxía e poesía”, en Amastran-N-Gallar, nº 7, verán 2004, pp. 36–42.

Per als seus treballs sobre Eduardo Pondal ha utilitzat el pseudònim de Castro Romai:
- “Pondaliana (Prefacio)”, en Extra-7 de A Nosa Terra, Eduardo Pondal. Home libre, libre terra, Promocións Culturais Galegas, Vigo, 1986, pp. 39–41.
- “Pondaliana (Fragmento)”, en A Trabe de Ouro, nº 6, tomo II, ano II, abril-xuño 1991, pp. 205–211.

Amb relació a la seva activitat docent, és autor de la unitat didàctica A escaleira desigual (libro e CD), sobre la pel·lícula “A Condesa rebelde”, publicada per la Secretaría Xeral de Igualdade da Xunta de Galicia, 2012.
Publicacions sobre cinema amb el pseudònim Raúl Veiga:
- Continental. O guión (1991). Amb Xavier Villaverde i Marta Abelleira (1991). Os filmes da Fenda. 361 páxs.[23]
- Esta noite no cinema (2005). Biblos Clube de Lectores. 224 páxs. ISBN 978-84-934126-3-0.[24]
- Pacto de cabaleiros. Guión de longametraxe (2011). Biblos Clube de Lectores. 140 páxs. ISBN 978-84-15086-09-3.[25]

## Productor (cinema)
Com a productor de projectes cinematogràfics, utilitza el nom de Manuel Castelao Mexuto:
- Canle aberta (1993) -curtmetratge-
- Arde amor (1999)
- El médico atento/O médico certo (2014)